# Bio-Attack
Bio-Attack е аркадна игра от типа STG излъчена от Тайто през 1983 г. В тази игра контролната совалка в човешкото тяло унищожава вирусите. Лицензирана е от Fox Video Games.

## Совалка
За да съществува совалката се нуждае от кислород, а без него – ще се унищожи.

## Нива
- Кръвоносен съд (първи)
- Сърце
- Кръвоносен съд (втори)
- Стомах
- Кръвоносен съд (трети)
- Очна ябълка